# Patuco

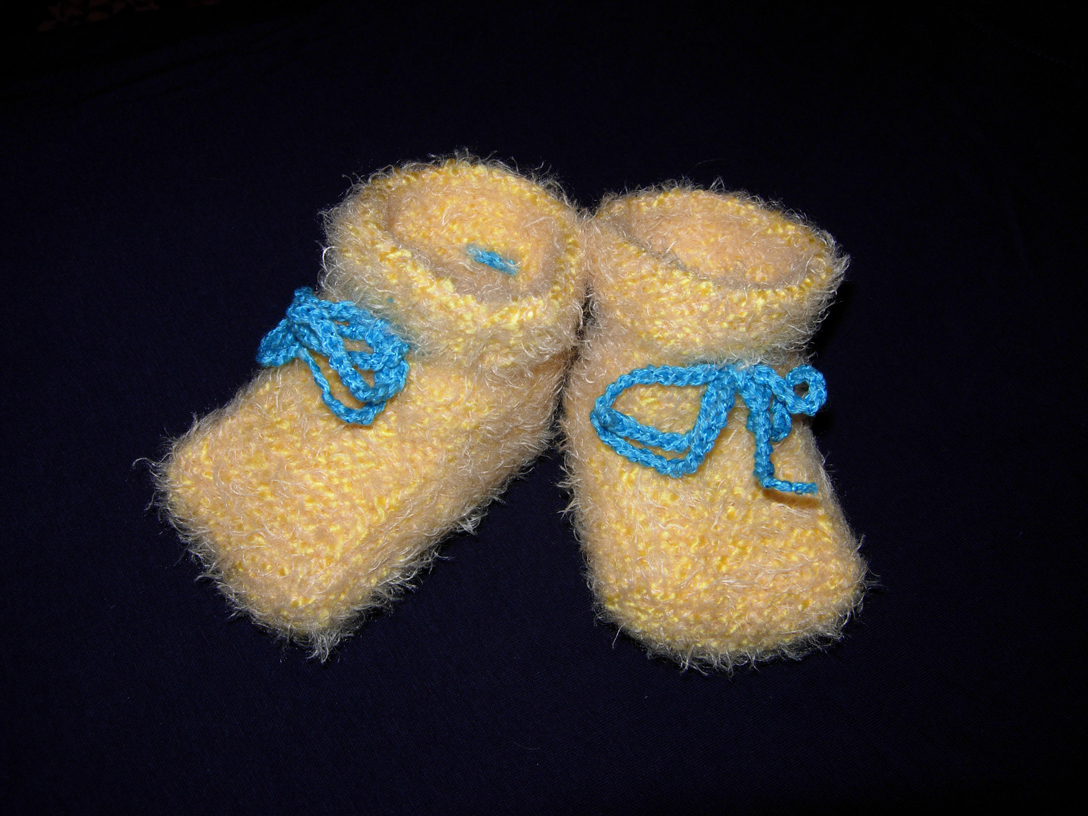
Patucos o escarpines.

Los patucos o en algunos países de Hispanoamérica escarpines son un tipo de calzado sin suela para los recién nacidos. Tradicionalmente con forma de botita, se tejían a mano en labor de ganchillo o de punto y formaban parte de la canastilla reunida durante el periodo del embarazo. También se usa el término para algunos tipos de calcetín o escarpín de abrigo utilizado por las personas mayores en la cama.
Este término se emplea asimismo para el calzado antiséptico desechable usado en los equipos quirúrgicos y en los controles de seguridad en aeropuertos. Por extensión puede verse denominando calzado para animales de compañía y, en el contexto deportivo, como calcetín especial de ciclismo.

## Origen
El dato de que en muchos países de habla castellana se nombre esta prenda con un término mucho más antiguo aunque de origen italiano (del diminutivo en ese idioma para zapato «scarpa»: «scarpino»), y el hecho consultado de que no aparezcan referencias literarias -ni fuente escrita- anteriores a la segunda mitad del siglo XX, hacen suponer que patuco sea un término relativamente reciente. Más allá del análisis lingüístico y ya en el plano etnográfico-histórico, la propia indumentaria de los recién nacidos, totalmente fajados durante los primeros meses, hacen inviable pensar en la existencia de esta prenda de calzado infantil antes del mencionado periodo (mediado el siglo XX), cuando la vestimenta de los bebés desarrolla una variedad reforzada por diversos cambios tecnológicos y sociales.